# Communauté de communes de Lacq
La communauté de communes de Lacq est une ancienne communauté de communes française, située dans le département des Pyrénées-Atlantiques en région Aquitaine, qui existe, d'abord sous la forme d'un district de 1974 à 2000, puis d'une communauté de communes jusqu'en 2013.

## Historique
Les principales dates : 
• 13 juillet 1972 : proposition du préfet de création de deux districts (rive droite et rive gauche du gave). 
• 27 janvier 1974 : la majorité qualifiée n'est pas réunie sur le projet. 
• 19 février 1974 : proposition du préfet de création d'un district regroupant les communes actuelles. 
• 1er juillet 1974 : arrêté préfectoral décidant la création du district de Lacq. 
• 14 janvier 1975 : installation du Conseil de district avec l'élection de M. Plantier comme président et M. Blazy comme vice-président. 
• 15 juin 2000 : Le district est transformé en communauté de communes par l'application de la loi Chevènement du 12 juillet 1999. 
• Par arrêté préfectoral du 4 novembre 2010 les communautés de communes d'Arthez-de-Béarn, de Lacq, de Lagor et de Monein fusionnent pour former la nouvelle communauté de communes de Lacq, avec effet au 1er janvier 2011.
• Le 1er janvier 2014, elle fusionne avec la communauté de communes du canton d'Orthez et la commune de Bellocq pour former la communauté de communes de Lacq-Orthez (CCLO).

## Composition
La communauté de communes regroupait 47 communes :
La CCL comprend 47 communes rurales et industrielles et regroupe 35 000 habitants. 
| Code INSEE | Commune                           | Maire                     | Population  | Superficie | Densité          | Délégués |
| ---------- | --------------------------------- | ------------------------- | ----------- | ---------- | ---------------- | -------- |
| 64003      | Abidos                            | Jean-Claude Mirassou      | 230 hab.    | 306 ha     | 75,2 hab./km²    | 2        |
| 64005      | Abos                              | Jean-Marie Cazalère       | 472 hab.    | 845 ha     | 55,9 hab./km²    |          |
| 64042      | Argagnon                          | André Cassou              | 719 hab.    | 933 ha     | 77,1 hab./km²    |          |
| 64048      | Arnos                             | Alain Pedegert            | 67 hab.     | 569 ha     | 11,8 hab./km²    |          |
| 64057      | Arthez-de-Béarn                   | Philippe Garcia           | 1 663 hab.  | 2 792 ha   | 59,6 hab./km²    |          |
| 64061      | Artix                             | Jean-Marie Bergeret-Tercq | 3 195 hab.  | 911 ha     | 350,7 hab./km²   | 9        |
| 64117      | Bésingrand                        | Michel Laurio             | 126 hab.    | 229 ha     | 55,0 hab./km²    | 2        |
| 64131      | Biron                             | Jacques Cassiau Haurie    | 575 hab.    | 400 ha     | 139,0 hab./km²   | 1        |
| 64144      | Boumourt                          | Jean-Bernard Prat         | 129 hab.    | 803 ha     | 16,1 hab./km²    |          |
| 64165      | Cardesse                          | Bernadette Puyo           | 250 hab.    | 767 ha     | 32,6 hab./km²    |          |
| 64172      | Casteide-Candau                   | Henri Lacoste             | 204 hab.    | 924 ha     | 22,1 hab./km²    |          |
| 64171      | Casteide-Cami                     | Denise Capdevielle        | 221 hab.    | 680 ha     | 32,5 hab./km²    | 2        |
| 64179      | Castetner                         | Henri Louis Conques       | 155 hab.    | 656 ha     | 23,6 hab./km²    |          |
| 64181      | Castillon                         | Michel Darette            | 266 hab.    | 671 ha     | 39,6 hab./km²    |          |
| 64184      | Cescau                            | Christian Marquehosse     | 509 hab.    | 798 ha     | 63,8 hab./km²    | 3        |
| 64197      | Cuqueron                          | Michel Barbé              | 183 hab.    | 348 ha     | 52,6 hab./km²    |          |
| 64200      | Doazon                            | Édouard Cazalet           | 176 hab.    | 614 ha     | 28,7 hab./km²    |          |
| 64254      | Hagetaubin                        | Louis Costedoat           | 516 hab.    | 1 887 ha   | 27,3 hab./km²    |          |
| 64286      | Laà-Mondrans                      | Michel Lanabère           | 387 hab.    | 610 ha     | 63,4 hab./km²    |          |
| 64288      | Labastide-Cézéracq                | Jean-Claude Cabanné       | 532 hab.    | 501 ha     | 106,2 hab./km²   | 3        |
| 64290      | Labastide-Monréjeau               | Yves Piednoir             | 459 hab.    | 819 ha     | 56,0 hab./km²    | 3        |
| 64295      | Labeyrie                          | Francis Fedensieu         | 92 hab.     | 369 ha     | 24,9 hab./km²    |          |
| 64296      | Lacadée                           | Michel Jeser              | 121 hab.    | 481 ha     | 25,2 hab./km²    |          |
| 64299      | Lacommande                        | Paul Montaut              | 247 hab.    | 333 ha     | 74,2 hab./km²    |          |
| 64301      | Lagor                             | Jacques Bonte             | 1 214 hab.  | 2 097 ha   | 57,9 hab./km²    |          |
| 64300      | Lacq                              | Didier Rey                | 694 hab.    | 1 705 ha   | 40,7 hab./km²    | 4        |
| 64306      | Lahourcade                        | Gérard Paloumet           | 695 hab.    | 1 094 ha   | 63,5 hab./km²    |          |
| 64349      | Loubieng                          | Jean-François Barthet     | 450 hab.    | 2 343 ha   | 19,2 hab./km²    |          |
| 64359      | Lucq-de-Béarn                     | Albert Lasserre-Bisconte  | 965 hab.    | 4 877 ha   | 19,8 hab./km²    |          |
| 64367      | Maslacq                           | Georges Trouilhet         | 747 hab.    | 1 333 ha   | 56,0 hab./km²    |          |
| 64382      | Mesplède                          | Régis Cassaroumé          | 328 hab.    | 1 147 ha   | 28,6 hab./km²    |          |
| 64393      | Monein                            | Yves Salanave-Péhé        | 4 393 hab.  | 8 084 ha   | 54,3 hab./km²    |          |
| 64396      | Mont - Arance - Gouze - Lendresse | Pierre Domblides          | 977 hab.    | 1 824 ha   | 53,6 hab./km²    | 6        |
| 64410      | Mourenx                           | Patrice Laurent           | 7 549 hab.  | 634 ha     | 1 190,7 hab./km² | 15       |
| 64418      | Noguères                          | Jean-Luc Martin           | 151 hab.    | 195 ha     | 77,4 hab./km²    | 2        |
| 64431      | Os-Marsillon                      | Bernard Turpain           | 478 hab.    | 545 ha     | 87,7 hab./km²    | 3        |
| 64440      | Ozenx-Montestrucq                 | Joseph Sarthou            | 351 hab.    | 1 634 ha   | 21,5 hab./km²    |          |
| 64443      | Pardies                           | René Lacabe               | 928 hab.    | 582 ha     | 159,5 hab./km²   | 5        |
| 64442      | Parbayse                          | Thierry Laffitte          | 243 hab.    | 646 ha     | 37,6 hab./km²    |          |
| 64491      | Saint-Médard                      | Francis Leclergue         | 187 hab.    | 1 123 ha   | 16,7 hab./km²    |          |
| 64505      | Sarpourenx                        | Emmanuelle Lacroix-Chague | 269 hab.    | 335 ha     | 80,3 hab./km²    |          |
| 64512      | Sauvelade                         | Jean-Claude Morère        | 226 hab.    | 1 186 ha   | 19,1 hab./km²    |          |
| 64521      | Serres-Sainte-Marie               | Gérard Ducos              | 483 hab.    | 949 ha     | 50,9 hab./km²    | 3        |
| 64535      | Tarsacq                           | Marie-Thérèse Mirassou    | 496 hab.    | 423 ha     | 117,3 hab./km²   |          |
| 64541      | Urdès                             | Christian Léchit          | 266 hab.    | 589 ha     | 45,2 hab./km²    | 2        |
| 64556      | Vielleségure                      | Philippe Arriau           | 404 hab.    | 1 431 ha   | 28,2 hab./km²    |          |
| 64554      | Viellenave-d'Arthez               | Fernand Camguilhem        | 164 hab.    | 392 ha     | 41,8 hab./km²    | 2        |
|            | 47 communes                       |                           | 35 400 hab. | 53 414 ha  | 66 hab./km²      | 88       |

## Compétences
La communauté de communes exerce et réalise en lieu et place des communes participantes les compétences suivantes :
1. Industrialisation, reconversion de la Zone de Lacq.
2. Environnement  et  protection  de  la nature,  lutte  contre  la pollution, ramassage et
3. traitement des ordures ménagères.
4. Voirie  communale,  voirie rurale, éclairage   public,  problèmes   d'infrastructure des autoroutes, routes nationales et départementales et aéroport.
5. Problèmes de l'enseignement secondaire et supérieur et problèmes para-scolaires.
6. Création, réalisation et aménagement des zones d'aménagement concerté.
7. Opérations Programmées d'Amélioration de l'Habitat (O.P.A.H)
8. Mise en place d'un dispositif collectif de lecture
9. Création et gestion d'une aire de stationnement des gens du voyage
10. Gestion de la permanence d'accueil, d'information et d'orientation ou de toute autre structure venant à s'y substituer pour développer des politiques partenariales à mener dans le cadre de l'insertion des jeunes de 16 à 25 ans (Mission locale)
11. Dotation de solidarité au profit des communautés de communes d’Arthez-de-Béarn, Lagor et Monein
12. Aide technique à l’élaboration, au suivi et à la révision des cartes communales et des plans locaux d’urbanisme
13. Transport à la demande sur une période expérimentale d’un an
14. Création et gestion d’un centre culturel multimédia
15. Élaboration et approbation du Programme local de l’habitat
16. Mise en œuvre d’un schéma linguistique en faveur de la langue béarnaise/gasconne/occitane
17. Création et gestion d'un crématorium d'intérêt communautaire
18. Soutien financier des clubs sportifs professionnels de basket

## Fonctionnement
1/ Le conseil
1.1	Composition
La communauté de communes de Lacq est administrée par un conseil composé de délégués élus par les conseils municipaux des communes membres et répartis proportionnellement à la population selon les règles suivantes :
s	Deux délégués par commune dont la population n’excède pas 300 habitants,
s	Trois délégués par commune dont la population est située entre 301 et 1 000 habitants,
s	Cinq délégués par commune dont la population est située entre 1 001 et 3 000 habitants,
s	Neuf délégués par commune dont la population est située entre 3 001 et 5 000 habitants,
s	Seize délégués par commune dont la population est située entre 5 001 et
10 000 habitants,
Pour les communes associées* , un délégué par commune (hormis la commune-centre) selon la population de l’ancienne commune existant au jour de la promulgation de la loi du 16 juillet 1971 sur les fusions et regroupements de communes et, pour les communes-centres, un nombre de délégués correspondant à la population municipale.
La clé de répartition ci-dessus donne un total de 67 délégués pour le conseil
- La commune de Lacq (commune-centre) est associée à la commune d'Audéjos et la commune de Mont (commune-centre) est associée aux communes d'Arance, Gouze et Lendresse

1.2	Rôle
Organe décisionnel, le conseil délibère sur les dossiers proposés à l’ordre du jour, transmis aux délégués 5 jours au moins avant la date de réunion.
Il peut également donner délégation au bureau dans la plupart des domaines de décision, hormis notamment le vote du budget et l'approbation des comptes de l'exercice précédent.
2/ Le bureau
2.1 Composition
Le conseil élit en son sein un bureau comprenant un président et des membres dont le nombre est fixé par le règlement intérieur.
Pour le mandat 2008-2013, il comprend 21 membres, dont le président David Habib, député-maire de Mourenx, et 20 vice-présidents.
2.2 Rôle
Le bureau examine tous les dossiers. Il intervient à deux niveaux : 
- Il règle directement les affaires pour lesquelles il a reçu délégation du conseil ;
- Il décide de soumettre à l’approbation du conseil toutes les autres affaires.